# ハボローネ
ハボローネ（ツワナ語: Gaborone）は、ボツワナの首都。サウスイースト地区の地方政府所在地。ボツワナの南東の角を流れるノトワネ川沿いのカレ丘陵とオーディ丘陵の間の平坦な谷あいに存在している。

## 歴史
「ハボローネ」という名前は1880年代にハボローネという名の族長にちなんで付けられたもので、その後ハボローネ近郊の町へバトロクワ族が居住するようになった。
ベチュアナランド（現在のボツワナ）の独立が進むにつれてボツワナ国内へ首都を設置する重要性が認識されはじめ、戦略的に有利かつ水源にも近いハボローネが首都として選ばれ、その結果ハボローネは1961年に南アフリカ共和国のマフェキング（現マフィケング）に代わりベチュアナランドの首都となった。それまではガベロンズと呼ばれた小さな村だったが、首都が置かれ、ボツワナが独立すると急速に成長した。

## 地理・気候
ボツワナの南東部、南アフリカ共和国との国境付近に位置するサウスイースタン地区にある。気候はステップ気候に属し、カラハリ砂漠にも近いが、リムポポ川が市内を流れ、雨季はある程度の降水量があるため、緑地が多い。

## 人口
2005年の時点で208,411人で、国内最多の人口を持つ都市となっている。なお、1991年では133,500人、1981年では59,100人、1971年では17,700人であった。

## 政治

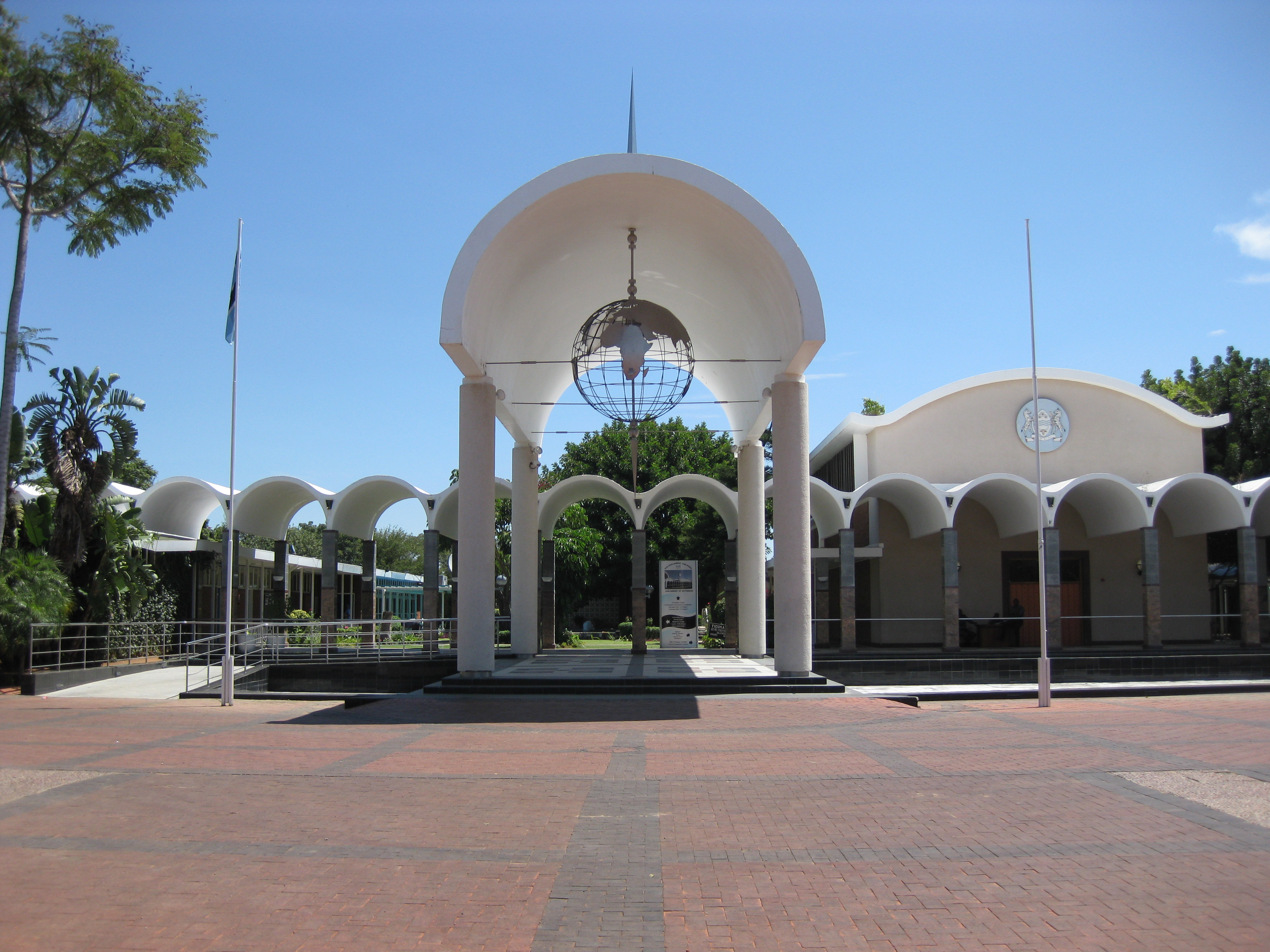
国会議事堂

国会議事堂が置かれているほか、官公庁の庁舎が置かれている。また、日本やイギリス、南アフリカをはじめとした諸外国の大使館がある。
また、ボツワナが1980年代から1990年代にかけて議長国をつとめ、現在も中心的な位置を占める「南部アフリカ開発共同体（SADC）」の事務局が市内に設置されている。

## 経済
ボツワナの経済及び観光の中心地であり、ハボローネ銀行やデビアス、ボツワナ航空など多数の大企業や外資系企業のオフィスが置かれている他、ショッピングモールやスーパーマーケットも多く存在する。
なお、アフリカにおいて最も成長のめざましい都市のひとつである。また、基本インフラの整備のみならず、ITインフラストラクチャーの整備も進んでいる。

### ホテル
ボツワナの玄関口で、かつ経済の中心地でもあることから、市内には格安のホテルから国際チェーンの高級ホテルまで多数のホテルがあり、郊外にはゴルフ場が隣接しているリゾートホテルもある。

## 交通

### 陸運
国内各地への定期バス路線が敷かれているほか、隣接する南アフリカなどへの国際バス路線も運航されている。市内の主要道路は整備が行き届いており、現在高速道路の建設が計画されている。また、フランシスタウンや南アフリカ、ジンバブエとの間を結ぶ国際鉄道であるボツワナ鉄道の発着駅もある。
市内にはコンビと呼ばれる乗合バスが運行されている。運賃は距離に関わらず定額で、車両の多くはトヨタのハイエースである。
- 国道A1号線 (ボツワナ)（英語版）

### 航空
郊外には、ボツワナのフラッグ・キャリアのエア・ボツワナのハブ空港であるセレツェカーマ国際空港があり、フランシスタウンやマウンなどの国内の各都市や、ヨハネスブルグやハラレ、ナイロビなどへの国際線が運航されている。

## 教育

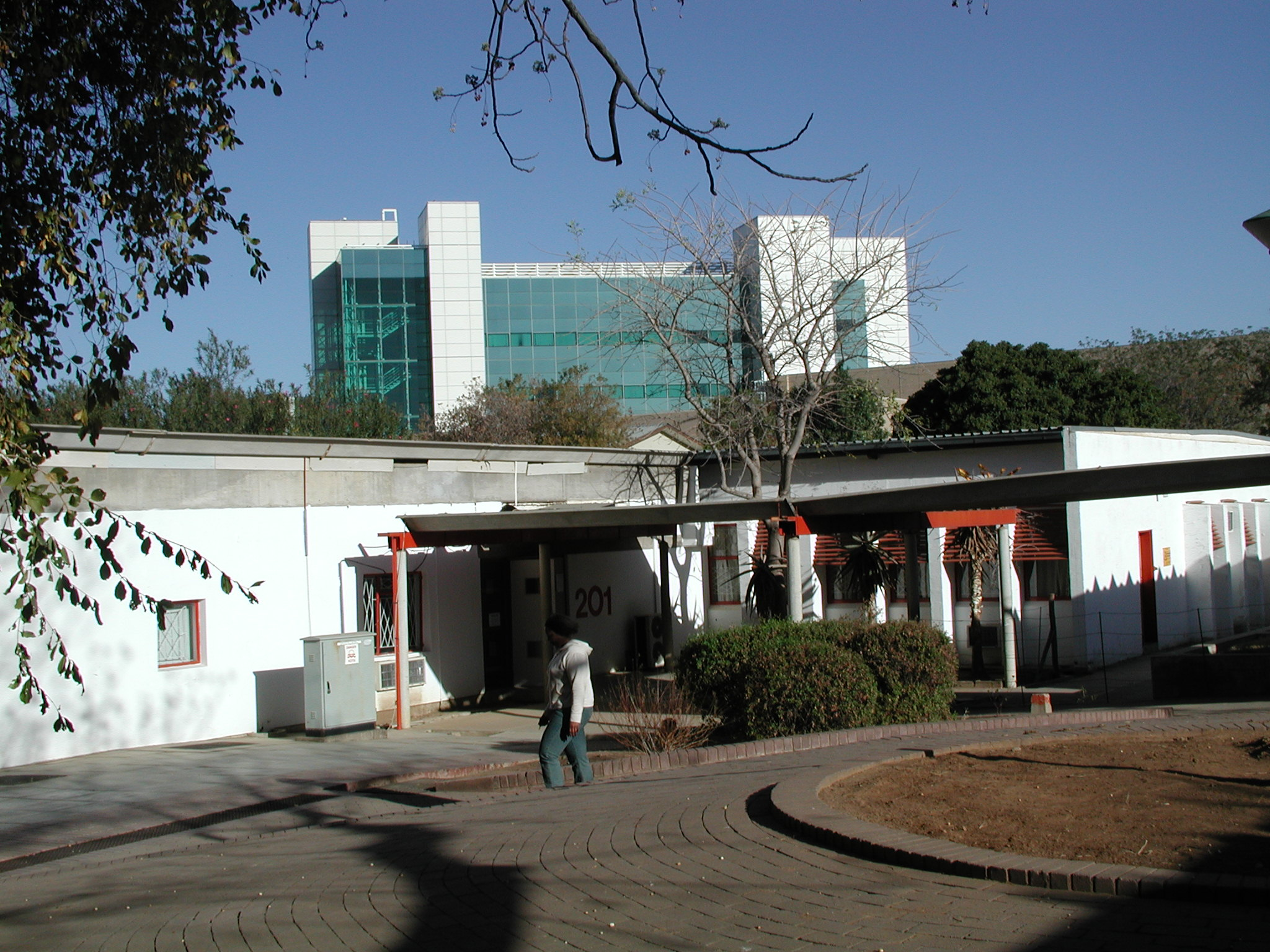
ボツワナ大学キャンパス

市内には公立や私立の初等教育、中等教育校から、ボツワナ大学ハボローネ校を代表とする高等教育校までが多数存在する。ボツワナ大学ハボローネ校の新しい図書館はアフリカ最大の図書館である。

## 姉妹都市・友好都市
- バーバンク市（アメリカ合衆国カリフォルニア州）
- 浙江省（中華人民共和国）
- ヴェステロース市（スウェーデン）